# Dinarthropsis brevipennis
Dinarthropsis brevipennis är en nattsländeart som beskrevs av Olah 1993. Dinarthropsis brevipennis ingår i släktet Dinarthropsis och familjen kantrörsnattsländor. Inga underarter finns listade i Catalogue of Life.